# Hannu Salama

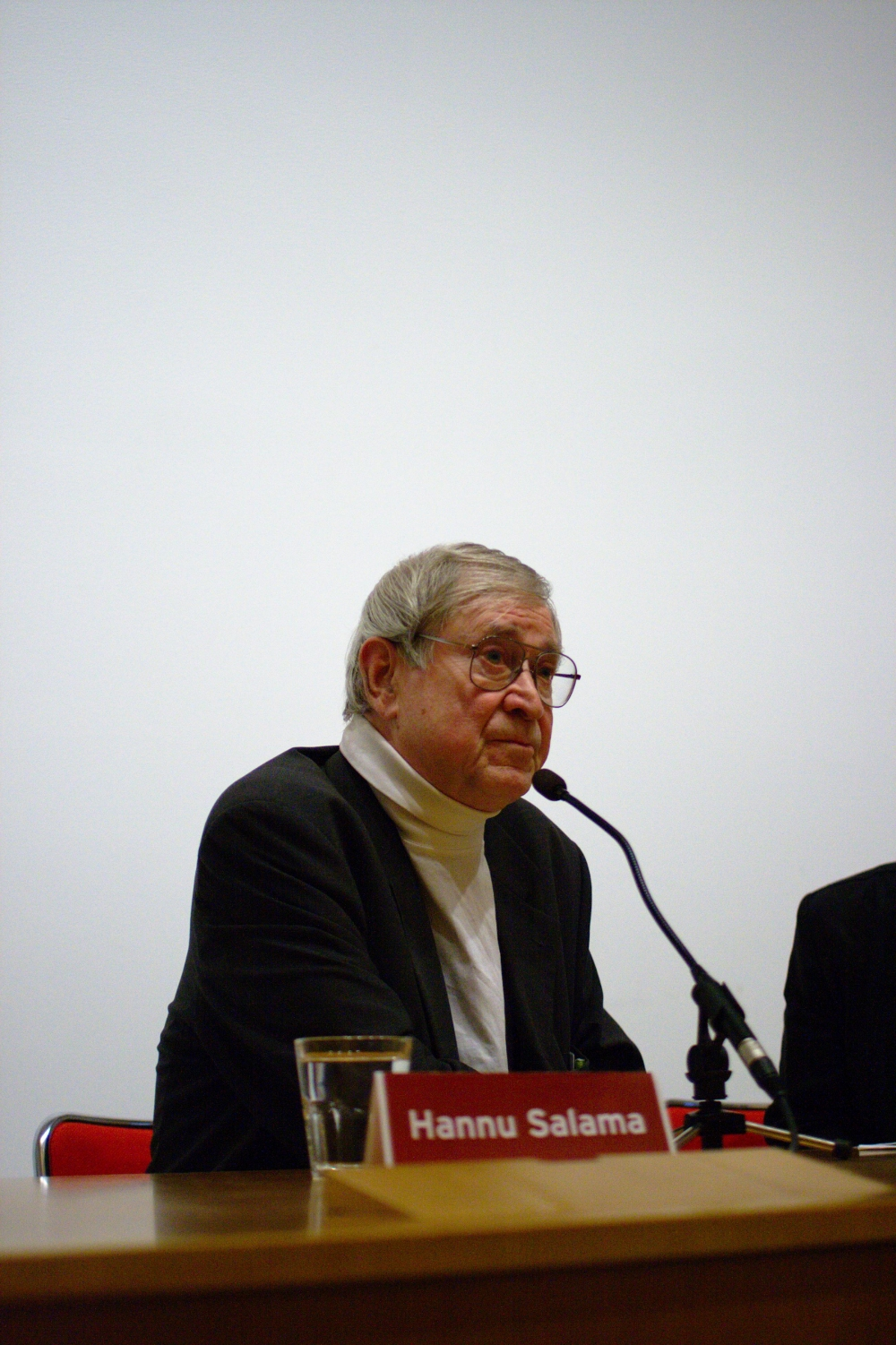
Hannu Salama 2010

Hannu Salama (Kouvola, Kymenlaakso, 4 de octubre de 1936) escritor finés galardonado en 1975 con el prestigioso Premio de Literatura del Consejo Nórdico y otros premios literarios en Escandinavia. 

## Obras
- Se tavallinen tarina (1961)
- Juhannustanssit (1963)
- Minä, Olli ja Orvokki (1967)
- Siinä näkijä missä tekijä (1972)
- Näkymä kuivaushuoneen ikkunasta (1988)
- Elämän opetuslapsia IV (2004)

## Premios
- 1975, Premio de Literatura del Consejo Nórdico
- 1985, Premio Eino Leino
- 1990, Premio Aleksis Kivi